# Masirana kusunoensis
Espèce
Masirana kusunoensis est une espèce d'araignées aranéomorphes de la famille des Leptonetidae.

## Distribution
Cette espèce est endémique de Kyūshū au Japon. Elle se rencontre à Kumamoto dans la préfecture de Kumamoto.

## Description
Le mâle holotype mesure 1,66 mm et la femelle paratype 2,13 mm.

## Étymologie
Son nom d'espèce, composé de kusuno et du suffixe latin -ensis, « qui vit dans, qui habite », lui a été donné en référence au lieu de sa découverte, Kusuno.

## Publication originale
- Irie & Ono, 2010 : New spider species of the genera Masirana and Cybaeus (Araneae, Leptonetidae and Cybaeidae) from Kyushu, Japan. Bulletin of the National Museum of Nature and Science, Tokyo, sér. A, vol. 36, p. 101-106 (texte original).